# Sigrid Kaag

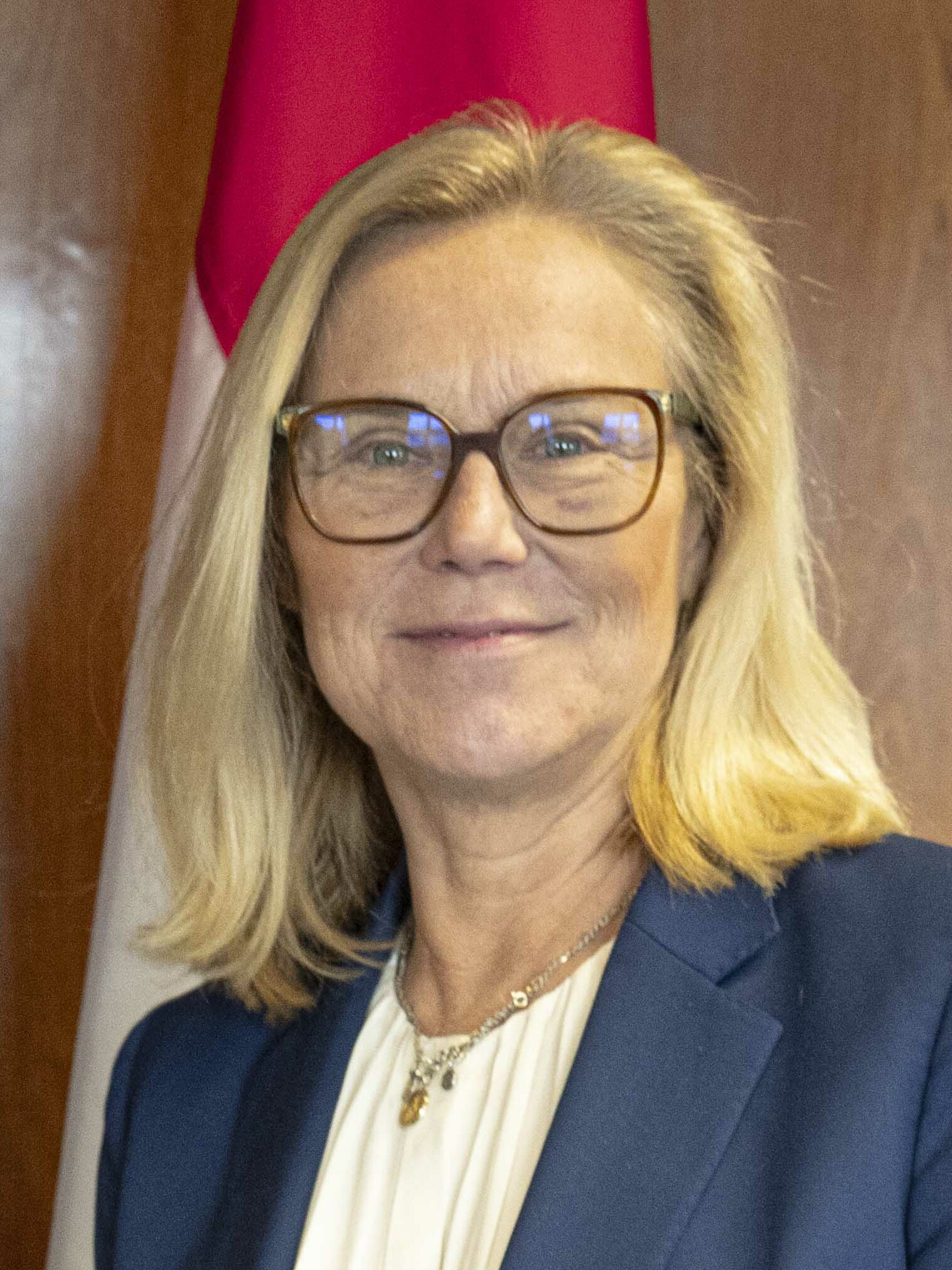
Sigrid Kaag (2023)

Sigrid Agnes Maria Kaag (* 2. November 1961 in Rijswijk, Zuid-Holland) ist eine niederländische Diplomatin und ehemalige Politikerin. Kaag ist seit Januar 2024 Koordinatorin der Vereinten Nationen für humanitäre Hilfe und Wiederaufbau im Gazastreifen und seit Januar 2025 zugleich Sonderkoordinatorin der Vereinten Nationen für den Nahost-Friedensprozess.
Zuvor war Kaag in den Niederlanden von 2017 bis 2021 Ministerin für Außenhandel und Entwicklungszusammenarbeit und 2018 und 2021 geschäftsführende Außenministerin im Kabinett Rutte III sowie von 2022 bis 2024 Ministerin der Finanzen und stellvertretende Ministerpräsidentin im Kabinett Rutte IV. Vor ihrem Wechsel in die Politik hatte Kaag bereits als Diplomatin bei den Vereinten Nationen gearbeitet.

## Leben

### Studium
Kaag begann ihr Studium der Arabistik und Philologie an der Universität Utrecht, bevor sie zur American University in Cairo wechselte, wo sie 1985 ihren Bachelor of Arts in Nahoststudien erwarb. 1987 erlangte sie einen Master of Philosophy in internationalen Beziehungen am St Antony’s College der University of Oxford und 1988 einen Master of Arts in Nahoststudien an der Universität Exeter.  Zudem studierte Kaag an der französischen École nationale d’administration in Paris und absolvierte den Lehrgang für Auslandsbeziehungen am Clingendael-Institut in Den Haag.

### Berufseinstieg
Ihre berufliche Laufbahn begann Kaag von 1988 bis 1990 bei Shell International in London. Anschließend war sie von 1990 bis 1993 in der Abteilung Politische UN-Angelegenheiten beim niederländischen Außenministerium in Den Haag tätig. 

### Internationale Diplomatie
Ab 1994 übernahm Kaag verschiedene internationale Positionen innerhalb der Vereinten Nationen. Zunächst war sie Programmmanagerin und Leiterin der Abteilung Geberbeziehungen beim Hilfswerk der Vereinten Nationen für Palästina-Flüchtlinge im Nahen Osten (UNRWA) in Jerusalem. 1998 wechselte sie zur Internationalen Organisation für Migration (IOM) nach Genf.
Ab 2004 war Kaag als Beraterin der Vereinten Nationen in Khartum und Nairobi tätig, bevor sie 2005 zum UN-Kinderhilfswerk (UNICEF) wechselte. Dort übernahm sie verschiedene leitende Funktionen, darunter als stellvertretende Leiterin der Programmdirektion und später als Stabschefin in New York. Anschließend leitete sie die Regionaldirektion Nahost und Nordafrika mit Sitz in Amman.
2010 trat Kaag dem Entwicklungsprogramm der Vereinten Nationen (UNDP) in New York bei und wurde Assistentin des Generalsekretärs.
2013 wurde sie zur Untergeneralsekretärin der Vereinten Nationen ernannt und übernahm die Leitung der gemeinsamen Mission der UN und der Organisation für das Verbot chemischer Waffen (OPCW) zur Vernichtung der syrischen Chemiewaffen.  Nach Abschluss dieser Mission wurde sie 2015 zur UN-Untergeneralsekretärin im Libanon berufen, wo sie insbesondere für die Umsetzung der Resolution 1701 des UN-Sicherheitsrates.
Für ihren Einsatz im Nahen Osten wurde Kaag mehrfach ausgezeichnet: 2015 verlieh ihr die University of Exeter die Ehrendoktorwürde für ihre herausragenden Leistungen im Bereich der internationalen Entwicklung und 2016 erhielt sie den Carnegie-Wateler Friedenspreis der Carnegie-Stiftung für ihre Arbeit im Nahen Osten.

### Niederländische Politik
Am 26. Oktober 2017 wurde Kaag zur Ministerin für Außenhandel und Entwicklungszusammenarbeit im dritten Kabinett Rutte ernannt. 2021 war Kaag zudem vorübergehend Außenministerin. Am 16. September 2021 nahm das Parlament einen Missbilligungsantrag gegen sie an. Eine Mehrheit warf ihr Versäumnisse bei der Evakuierungsmission aus der afghanischen Hauptstadt Kabul vor. Als Reaktion auf den Missbilligungsantrag kündigte Kaag an, dass sie ihren Rücktritt als Ministerin einreichen werde.
Bei der Parlamentswahl im März 2021 führte sie die Partei Democraten 66 (D66) als Spitzenkandidatin an und erzielte mit 24 Sitzen das beste Ergebnis seit 1994. Erstmals in der Parteigeschichte wurde D66 zur zweitstärksten Kraft im niederländischen Parlament. Am 10. Januar 2022 trat sie als Ministerin der Finanzen und erste stellvertretende Ministerpräsidentin dem Kabinett Rutte IV bei.
Anfang 2022 erstattete Kaag Anzeige gegen den Anti-Covid-Aktivisten Willem Engel, nachdem dieser ihre Privatadresse und Telefonnummer bei Twitter veröffentlicht hatte. Engel bezeichnete außerdem Kaags positiven Corona-Test als „Fälschung“. Bereits wenige Tage zuvor war in der Nähe von Kaags Haus ein Mann verhaftet worden, der in bedrohlicher Form eine brennende Fackel geschwenkt hatte. Im Juli 2023 gab sie „aus Sorge um das Wohlergehen ihrer Familie“ ihren Rückzug aus der Politik nach den Neuwahlen 2023 bekannt, nachdem sie und ihre Familie immer wieder bedroht worden waren. Sie erklärte diesbezüglich, sie höre nicht auf, weil ihre Sicherheit ein Problem für sie ist, sondern weil es für ihre Familie eines ist.

### Rückkehr zu den Vereinten Nationen
Im Dezember 2023 beauftragten die Vereinten Nationen aufgrund der humanitären Krise im Gazastreifen infolge des Krieges in Israel und Gaza Kaag mit der Koordination ihrer dortigen humanitären Hilfe entsprechend der Sicherheitsrat-Resolution 2720. Sie soll, unterstützt vom Büro für Projektdienste der Vereinten Nationen (UNOPS), mit einem Team Hilfslieferungen in das Gebiet erleichtern, koordinieren, überwachen und überprüfen. Zudem soll sie einen UN-Mechanismus etablieren, um Hilfslieferungen über Staaten, die nicht am Konflikt beteiligt sind, zu beschleunigen. Kaag trat die Aufgabe am 8. Januar 2024 an. Am 16. Januar 2025 wurde sie zudem kommissarisch als UN-Sonderkoordinatorin für den Nahost-Friedensprozess ernannt.

## Privates
Kaag ist mit Anis al-Qaq verheiratet. Al-Qaq war unter Jassir Arafat stellvertretender Außenminister der Palästinensischen Autonomiebehörde im Westjordanland und führte zuvor 20 Jahre lang eine Zahnarztpraxis in Ostjerusalem. 2003 wurde al-Qaq zum Generaldelegierten Palästinas in der Schweiz ernannt. Kaag und al-Qaq haben gemeinsam vier erwachsene Kinder. Kaag ist bekennende Katholikin, al-Qaq ist Atheist.
Kaag spricht Niederländisch, Deutsch, Französisch, Englisch, Spanisch und Arabisch.